# Herbert Schier (Komponist)
Herbert Schier (* 1933 in Rochlitz an der Iser, Okres Semily, Tschechoslowakei; † 2020) war ein deutscher Komponist.

## Leben
Schier erhielt von 1950 bis 1953 eine Ausbildung in Violine und Klarinette an der Musikschule in Wernigerode. Von 1964 bis 1968 besuchte er die Hochschule für Musik „Hanns Eisler“ Berlin, wo er bei Wolfram Heicking in die Lehre ging, und wurde in den Fächern Tonsatz und Komposition unterrichtet. 21 Jahre lang arbeitete er als Musikredakteur und Produktionsleiter beim Rundfunk, war sieben Jahre lang Musiker beim Berliner Polizeiorchester und von 1977 bis 1990 leitender Mitarbeiter beim Bezirkskabinett für Kulturarbeit in Suhl.

## Kompositionen
- Einmal kann ich verzeih´n, 1970
- Dann sag´ ich ganz leise Adieu, 1970
- Guten Abend, lieber Mond, 1967
- Mittsommer – Melodie, 1965
- Schau, schau, schau, 1964
- Schöner als Träume, 1966
- Schreib mir doch mal wieder einen Brief, 1971
- Wenn junge Mädchen tanzen geh´n, 1965